# Sphère cornue d'Alexander

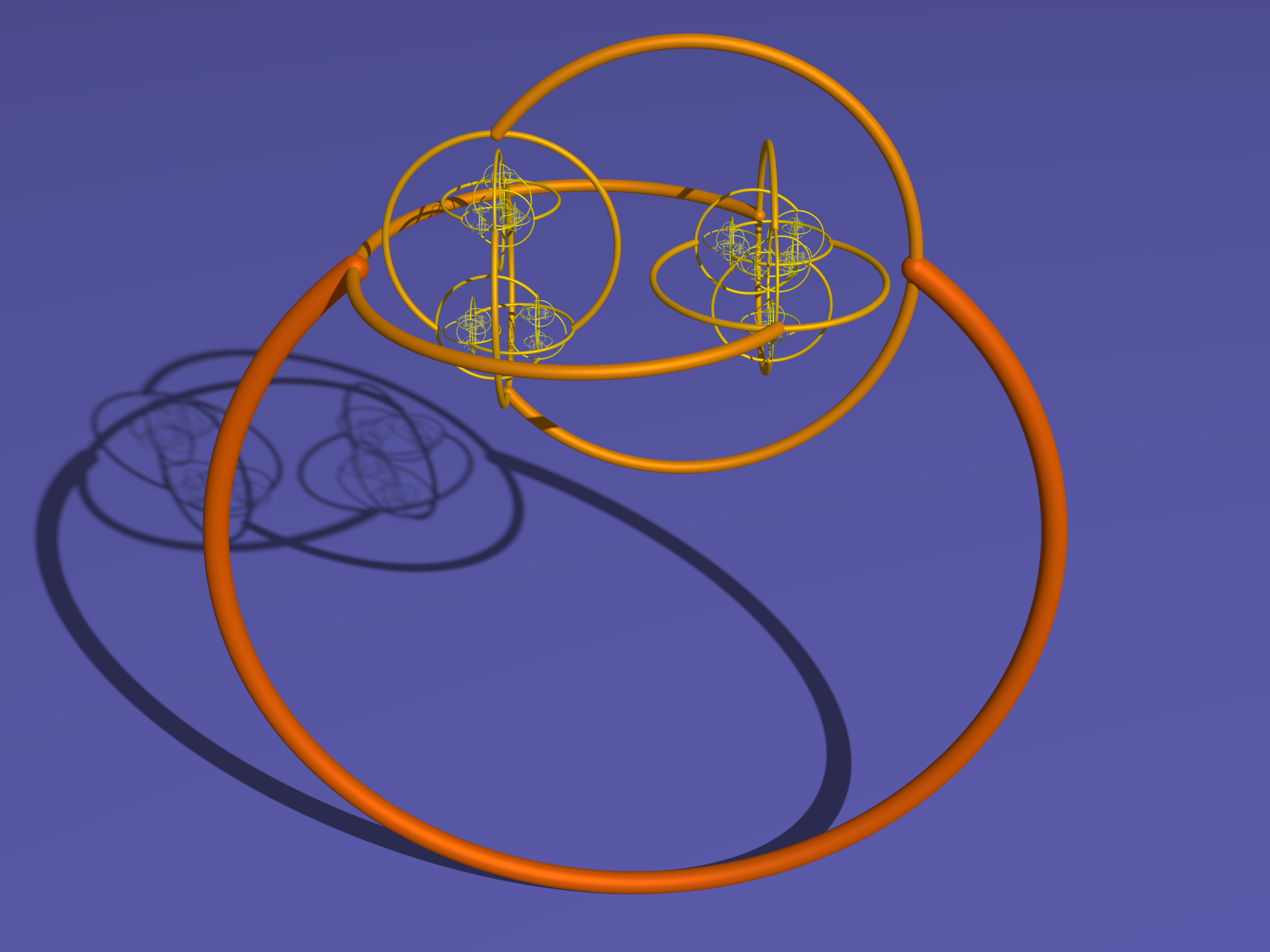
Sphère cornue d'Alexander

En mathématiques, et plus précisément en topologie, la sphère cornue d'Alexander est un célèbre exemple de surface pathologique ; elle fut découverte en 1923 par J. W. Alexander. 

## Motivations et construction

Construction animée de la sphère d'Alexander.

Il semble évident qu'une courbe fermée simple (ne se recoupant pas) du plan le découpe en deux régions (l'intérieur et l'extérieur) et qu'on peut déformer la courbe (et les deux régions séparées) pour la transformer en un cercle. Ce résultat (le théorème de Jordan, ou plus précisément, concernant la possibilité de déformation, le théorème de Jordan–Schoenflies) est correct, mais sa démonstration est fort délicate et très technique. On pouvait penser qu'un résultat analogue concernant les surfaces fermées de l'espace était également vrai : la sphère cornue en est un contre-exemple célèbre, dont la construction, due à James Wadell Alexander, a été obtenue en 1923.
L'idée intuitive de la construction d'Alexander est de rajouter à la sphère usuelle des « cornes » se ramifiant et s'entrelaçant indéfiniment. Plus rigoureusement, la sphère cornue est un  plongement (topologique) de la sphère dans l'espace euclidien à 3 dimensions, obtenu par la construction suivante, : partant du tore,
1. retirer une tranche radiale du tore ;
2. connecter deux nouveaux  tores  percés d'un trou de chaque côté de la coupe (voir l'article somme connexe), les deux tores étant entrelacés ;
3. recommencer les opérations 1 et 2 sur les tores qui viennent d'être ajoutés, et ce indéfiniment (la taille des tores étant divisée par 2 à chaque étape).

En ne considérant que les points ajoutés à l'étape 2 et qui ne sont jamais retirés lors des étapes 1 ultérieures, on obtient un plongement de la sphère à laquelle a été retiré un ensemble de Cantor. Ce plongement peut être prolongé à la sphère entière, car des suites de points s'approchant de deux points distincts de l'ensemble de Cantor, distants de d, restent toujours séparés d'une distance supérieure à d/2.

## Propriétés topologiques
La sphère cornue définit un intérieur et un extérieur (les composantes connexes de son complémentaire dans l'espace euclidien, l'intérieur étant la composante bornée) ; la réunion de la sphère cornue et de son intérieur, la boule cornue d'Alexander, est homéomorphe à la boule unité et est donc simplement connexe, c'est-à-dire que tout lacet de cette boule peut être contracté en un point sans sortir de la boule. En revanche, l'extérieur n'est pas simplement connexe (contrairement à l'extérieur de la boule unité), car un lacet entourant un des tores de la construction précédente ne peut être contracté sans toucher la sphère cornue. Ainsi, l'analogue du théorème de Jordan–Schoenflies est faux en dimension 3, contrairement à ce qu'Alexander avait d'abord conjecturé. Alexander démontra également qu'en revanche, le théorème reste valable en trois dimensions  pour des plongements  différentiables ; ce fut l'un des premiers exemples montrant la nécessité de distinguer la catégorie des variétés topologiques de celle des variétés différentiables. Morton Brown a en fait démontré en 1962 un analogue topologique sous l'hypothèse que le plongement de la sous-variété soit localement plat, ce qui n'est pas le cas de la sphère cornue.
On voit aisément qu'il en résulte que la sphère cornue (considérée comme un plongement de la sphère) ne peut être déformée continument en la sphère ordinaire ; on dit qu'elle constitue un nœud  de celle-ci, et que ce nœud est sauvage : la sphère usuelle ne peut en effet être nouée dans l'espace euclidien si l'on ne considère que des plongements différentiables (qu'on appelle des nœuds  lisses).
Considérant à présent la sphère cornue d'Alexander comme un plongement dans la  3-sphère (vue comme le compactifié d'Alexandroff de l'espace euclidien  R3), l'adhérence de la composante non simplement connexe (sa réunion avec la sphère cornue) est connue sous le nom de solide cornu d'Alexander. Bien que cet ensemble ne soit pas une  variété, R. H. Bing a montré que son  double (en) est en fait la 3-sphère. 
La construction d'Alexander peut être modifiée, obtenant d'autres sphères cornues, en modifiant le nombre de tores ajoutés à chaque étape, ou en en considérant l'analogue en dimensions supérieures. D'autres constructions fondamentalement distinctes d'espaces « sauvages » similaires existent : ainsi, Alexander lui-même a construit un autre plongement de la sphère appelé la sphère cornue d'Antoine, qui possède un ensemble de Cantor de points non lisses eux-mêmes entrelacés (c'est-à-dire que leur complémentaire dans l'espace euclidien n'est pas simplement connexe), cet ensemble étant un  collier d'Antoine.